# Zeche Halter
Die Zeche Halter in Heven ist ein ehemaliges Steinkohlenbergwerk. Trotz der über sechzigjährigen Bergwerksgeschichte wird über die Zeche Halter nur wenig berichtet. Das Bergwerk gehörte zum Märkischen Bergamtsbezirk und dort zum Geschworenenrevier Westlich Witten.

## Bergwerksgeschichte
Am 4. März des Jahres 1836 wurde ein Geviertfeld verliehen. Ab Juni des Jahres 1837 wurde die Zeche in Betrieb genommen, es wurde damit begonnen, einen Stollen aufzufahren. Das Stollenmundloch befand sich bei +90 Meter NN. Da das Flöz gestört war, wurde im Jahr 1840 erneut mit der Schurfarbeit begonnen, außerdem wurde der Stollen weiter vorgetrieben. Im Jahr 1841 war das Flöz immer noch nicht bauwürdig, der Stollen wurde weiter aufgefahren. Im Jahr 1845 wurde das Stollenort nach Norden 1,5 Lachter im Sandstein aufgefahren. Die ersten Förder- und Belegschaftszahlen stammen aus dem Jahr 1847, es waren zwei bis vier Bergleute auf dem Bergwerk angelegt, die eine Förderung von 141 Scheffeln Steinkohle erbrachten. Im Jahr 1850 wurde ein Querschlag nach Süden aufgefahren. Im Jahr 1854 wurde ein Förderschacht geteuft. Der Schacht hatte nach der Fertigstellung eine Teufe von 10½ Lachtern. Im Jahr 1855 wurde mit der Förderung begonnen, mit zehn Bergleuten wurden 299 Tonnen Steinkohle gefördert. Dies sind auch die letzten bekannten Förder- und Belegschaftszahlen des Bergwerks. Auch im Jahr 1858 wurde nur geringfügig Abbau betrieben. Im Jahr 1860 wurden erneute Sucharbeiten durchgeführt. Im April des darauffolgenden Jahres wurde die Zeche Halter stillgelegt. Im Jahr 1875 wurden noch einmal Schurfarbeiten durchgeführt, allerdings verliefen diese ohne ein zufriedenstellendes Ergebnis. Am 14. Juni des Jahres 1901 wurde das Grubenfeld zur Zeche Mansfeld zugeschlagen.